# Cyprinodon fontinalis
Cyprinodon fontinalis är en fiskart som beskrevs av Smith och Miller, 1980. Cyprinodon fontinalis ingår i släktet Cyprinodon och familjen Cyprinodontidae. IUCN kategoriserar arten globalt som starkt hotad. Inga underarter finns listade i Catalogue of Life.